# لاورنس ناسن
لاورنس ناسن (انگلیسی: Lawrence Naesen؛ زادهٔ ۲۸ اوت ۱۹۹۲ ‏(۳۲ سال)) دوچرخه‌سوار اهل بلژیک است.
از باشگاه‌هایی که در آن بازی کرده‌است می‌توان به دابلیوبی ورانکلاسیک آکوا پروتکت و تیم لوتو–سودال اشاره کرد.